# James Posey
James Mikely Mantell Posey Jr. conhecido também como James Posey (Cleveland, 13 de janeiro de 1977) foi um jogador de basquetebol profissional norte americano que defendeu várias equipes da NBA. Tinha como principal característica o arremesso de perímetro e também colaborava com 8,6 pontos, 1,1 roubos de bola e 4,7 rebotes em média por jogo. Jogou na posição de ala, também conhecida na NBA como "small-forward". Seu último time foi o Indiana Pacers, aonde encerrou a carreira de jogador em 2011.
A partir da temporada 2014-2015, se tornou assistente técnico do Cleveland Cavaliers da NBA, após passar pelo Canton Charge, time da Liga de Desenvolvimento da NBA, afiliado ao Cleveland Cavaliers na temporada 2013-2014.

## Carreira

### Miami Heat
Em 1 º de julho de 2006, Posey escolheu por exercer a opção de seu contrato de 6,4 milhão preferindo não se tornar um agente livre.

### Boston Celtics
Em 25 de agosto de 2007, Posey assinou com os Boston Celtics, acrescentando à sua lista renovada, os recém-chegados Kevin Garnett e Ray Allen. Os termos do acordo foram aproximadamente 6,67 milhões dólares ao longo de 2 anos, sendo o segundo ano opcional de Posey.  Nas finais da NBA de 2008, Posey ganha seu segundo campeonato da NBA, mais uma vez ajudando sua equipe com cestas oportunas e defesas difíceis em horas decisivas. Em 30 de junho de 2008, em um movimento amplamente antecipado, Posey optou por sair do segundo e último ano de seu contrato com o Celtics e tornou-se oficialmente um agente livre irrestrito, mas afirmou que queria voltar para o Celtics em um novo contrato.

### New Orleans Hornets
Em 16 de julho de 2008, Posey assinou com o New Orleans Hornets, aceitando um contrato de quatro anos no valor de cerca de US$ 25 milhões.

### Indiana Pacers
Após uma troca envolvendo 4 times e 5 jogadores, Posey foi parar em Indianápolis, em 11 de agosto de 2010. Em dezembro de 2011 ele foi anistiado pela equipe e acabou optando pela aposentadoria das quadras.

## Equipes de jogador
- Denver Nuggets- 1999/2002
- Houston Rockets - 2002/2003
- Memphis Grizzlies - 2003/2005
- Miami Heat - 2005/2007
- Boston Celtics - 2007/2008
- New Orleans Hornets - 2008/2010
- Indiana Pacers - 2010/2011

## Títulos
- Campeão da NBA da Temporada de 2005-06 pelo Miami Heat.
- Campeão da NBA da Temporada de 2007-08 pelo Boston Celtics.